# فرودگاه مگهاولی
فرودگاه مگهاولی (به انگلیسی: Meghauli Airport) یک فرودگاه همگانی با کد یاتا MEY است . این فرودگاه در کشور نپال قرار دارد و در ارتفاع ۱۸۳ متری از سطح دریا واقع شده‌است.